# Сопронюк Василь Михайлович
Василь Михайлович Сопронюк (нар. 4 жовтня 1947) — радянський, що грав на позиції нападника. Відомий за виступами в українських командах радянського класу «Б», найбільш відомий за виступами в команді «Волинь», у якій він був кращим бомбардиром команди за час виступів у класі «Б» — 20 м'ячів.

## Клубна кар'єра
Василь Сопронюк розпочав свою кар'єру футболіста у аматорській команді «Локомотив» з Ковеля, у складі якої у 1965 році він став переможцем першості Львівської залізниці. Перспективного молодого нападника відразу ж запросили до складу найсильнішої команди області — луцької «Волині». У першому неповному сезоні за клуб Сопронюк зумів відзначитися лише 2 забитими м'ячами, то в наступних двох сезонах нападник відзначався 9 та 10 забитими м'ячами. У сезоні 1968 року Василь Сопронюк перейшов до складу полтавського «Сільбуду», який грав у другій групі класу «А», де виступав протягом року.